# Dromidea thomsoni
Dromidea thomsoni is een keversoort uit de familie loopkevers (Carabidae). De wetenschappelijke naam van de soort is voor het eerst geldig gepubliceerd in 1864 door Perroud.